# Mammoth (Speichermedium)

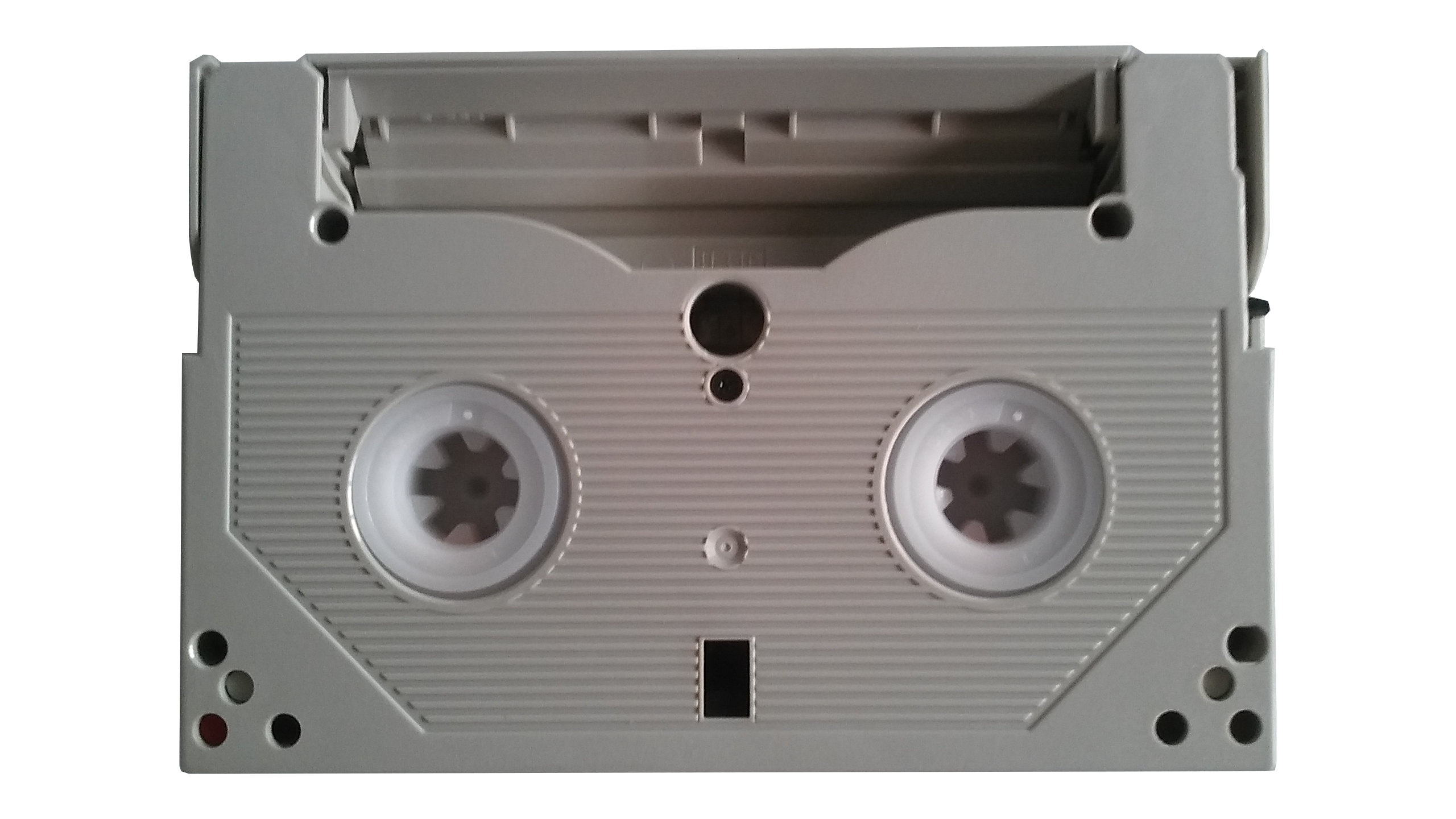
Rückseite einer Mammoth-Kassette

Mammoth ist ein Magnetband-System für die Sicherung (Backup) und Archivierung von Daten; es handelt sich dabei um eine Weiterentwicklung des 8-mm-Helical-Scan-Verfahrens von Exabyte Corporation.

## Siehe auch

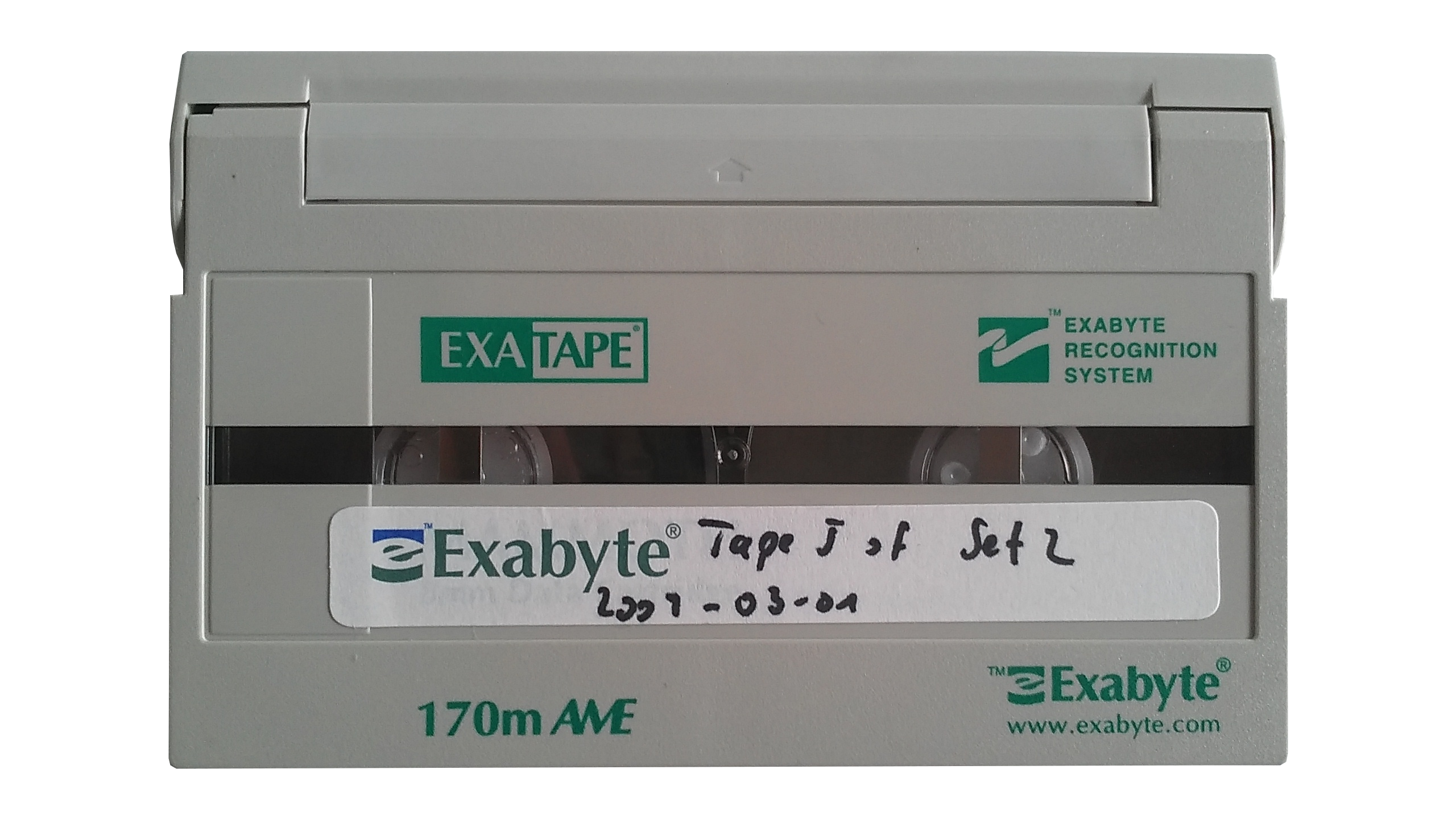
Vorderseite einer Mammoth-Kassette zur Datensicherung in Unternehmen

## Varianten
- Mammoth-1 (M1): 20 GB bei 3 MB/s
- Mammoth-2 (M2): 60 GB bei 12 MB/s